# Jacques Le Rider
Jacques Le Rider (* 20. Februar 1954 in Athen) ist ein französischer Germanist und Kulturwissenschaftler. Er hatte von 1999 bis 2023 den Lehrstuhl für Europa und den deutschsprachige Kulturraum von der Aufklärung bis zur Gegenwart an der École pratique des hautes études inne.

## Leben
Jacques Le Rider ist der Sohn des Altertumswissenschaftlers, Numismatikers und Bibliothekars Georges Le Rider und der Mediävistin Paule Le Rider-Roussel. Er studierte von 1973 bis 1977 in Paris an der École normale supérieure, der Universität Wien und der Universität Paris IV (Paris-Sorbonne), wo er mit einer Licence und einer Maîtrise in Germanistik abschloss, sowie am Institut d’études politiques de Paris (Sciences Po), wo er 1977 das Diplom erwarb. Er bestand 1976 die Agrégation (Lehrbefugnis für höhere Schulen) im Fach Deutsch. Von 1977 bis 1981 war Le Rider wissenschaftlicher Assistent am Institut für Germanistik der Universität Paris IV, wo er 1982 auch promoviert wurde. Daneben hatte er von 1979 bis 1983 einen Lehrauftrag für Deutsch an der Sciences Po.
Von 1981 bis 1983 lehrte er als Maître-assistant an der Universität Paris XII (Val-de-Marne). Le Rider war 1983–1986 Direktor des deutsch-französischen Kulturinstituts Tübingen. Danach kehrte er – nun als Maître de conférences (Dozent) – an die Universität Paris XII zurück, wo er bis 1990 lehrte. Im ersten Halbjahr 1988 war er als Gastprofessor an der University of Washington in Seattle. Nachdem ihm die Universität Paris IV 1989 das Doctorat d’État (entspricht etwa einer Habilitation) verliehen hatte, wurde Le Rider 1990 als Professor an die Universität Paris VIII (Vincennes-Saint Denis) berufen. Eine Gastprofessur führte ihn im Wintersemester 1993/94 an die Universität Graz. 1994–1996 war er Botschaftsrat für Kultur- und Wissenschaftskooperation an der französischen Botschaft in Wien und zugleich Direktor am dortigen Institut Français. Von 1997 bis 1999 leitete er die Lehr- und Forschungseinheit (UFR) für Fremdsprachen, ausländische Gesellschaften und Zivilisationen an der Universität Paris VIII.
1999 wechselte Le Rider als Directeur d’études an die École pratique des hautes études (EPHE) in Paris, wo er in der historisch-philologischen Sektion bis 2023 einen Lehrstuhl unter dem Titel L’Europe et le monde germanique, époque moderne et contemporaine („Europa und der deutschsprachige Kulturraum von der Aufklärung bis zur Gegenwart“) innehatte. Er forscht zur Kulturgeschichte, Geistesgeschichte, Philosophie und Literatur der deutschsprachigen Länder von der Aufklärung bis zum 20. Jahrhundert. Seit 1999 ist Le Rider Mitglied des Institut universitaire de France. 
Im Sommersemester 2000 war er Gastprofessor am Europäischen Institut der Universität Genf; 2000–2001 Gastwissenschaftler am Forschungskolleg Medien und kulturelle Kommunikation der Universität Köln; im Sommersemester 2004 Gastprofessor an der Universität Mannheim; im März 2007 Gastprofessor an der Universität von São Paulo; im ersten Halbjahr 2008 Gastwissenschaftler an der Universität Köln; im ersten Quartal 2009 Gastwissenschaftler an der Friedrich Schlegel Graduiertenschule der Freien Universität Berlin; im ersten Halbjahr 2010 Gastwissenschaftler an der Universität Münster; im Wintersemester 2012/13 Stadt-Wien-Senior-Fellow des Internationalen Forschungszentrums Kulturwissenschaften (IFK) Wien; 4. Mai – 5. Juni 2015 Gastprofessor an der Universität Mannheim. Seit April 2015 ist er Mitglied der Österreichischen Akademie der Wissenschaften (korrespondierendes Mitglied der philosophisch-historischen Klasse im Ausland).

## Preise und Auszeichnungen
- 1983 Straßburg-Preis der Alfred Toepfer Stiftung F. V. S.
- 1986 Hölderlin-Plakette der Universitätsstadt Tübingen
- 1990 Gegner-Preis der Académie des sciences morales et politiques Paris
- 2000 Humboldt-Forschungspreis der Alexander von Humboldt-Stiftung
- 2006 Gabriel Monod-Preis der Académie des sciences morales et politiques
- 2009 Guizot-Preis der Académie française für L'Allemagne au temps du réalisme. De l'espoir au désenchantement (1848-1890) (Albin Michel)
- 2010 Henri Hertz-Preis des Rektorats Paris
- 2010 Verdienstkreuz am Bande des Verdienstordens der Bundesrepublik Deutschland
- 2011 Prof. h. c. der Universität Tibiscus (Timișoara) und Dr. h. c. der Universität Aurel Vlaicu (Arad)
- 2023 Silbernes Ehrenzeichen für Verdienste um das Land Wien (verliehen am 21. April 2020; überreicht am 28. März 2023)

## Schriften

### Bücher in deutscher Übersetzung
- Der Fall Otto Weininger. Wurzeln des Antifeminismus und des Antisemitismus, Wien, Löcker Verlag, 1985.
- Das Ende der Illusion. Zur Kritik der Moderne. Die Wiener Moderne und die Krisen der Identität, Wien, Österreichischer Bundesverlag, 1990.
- Mitteleuropa. Auf den Spuren eines Begriffes, Wien, Deuticke, 1994.
- Hugo von Hofmannsthal. Historismus und Moderne in der Literatur der Jahrhundertwende, Wien, Böhlau, 1997.
- Nietzsche in Frankreich, München-Paderborn, Wilhelm Fink, 1997 (Nachwort von Ernst Behler).
- Die Farben und die Wörter. Geschichte der Farbe von Lessing bis Wittgenstein, Wien, Böhlau, 2000.
- Kein Tag ohne Schreiben. Tagebuchliteratur der Wiener Moderne, Wien, Passagen Verlag, 2002.
- Freud – von der Akropolis zum Sinai. Die Rückwendung zur Antike in der Wiener Moderne, Wien, Passagen Verlag, 2004.
- Arthur Schnitzler oder Die Wiener Belle Epoque, Wien, Passagen Verlag, 2013.
- Wien als »Das neue Ghetto«? Arthur Schnitzler und Theodor Herzl im Dialog, Wien, Picus, 2014 (Wiener Vorlesungen, Bd. 171).
- Warum Krieg? Zur Aktualität des Briefwechsels von Einstein und Freud, Wien, Picus, 2023 (Wiener Vorlesungen, Bd. 209).
- Sigmund Freud, Zeitgemässes über Krieg und Tod - Warum Krieg?, hrsg. und kommentiert von J. Le Rider, Göttingen, Brill (Vandenhoeck & Ruprecht unipress - Vienna University Press), 2025 (Sigmund Freuds Werke. Wiener Interdisziplinäre Kommentare, Bd. 8).

### Sammelbände in deutscher Sprache
- Mit Norbert Leser:  Otto Weininger. Werk und Wirkung, Wien, 1984.
- Mit Gérard Raulet: Verabschiedung der (Post)-Moderne ? Tübingen, 1987.
- Mit Franz Knipping:  Frankreichs Kulturpolitik in Deutschland, 1945–1950, Tübingen, 1987.
- Mit Andrei Corbea-Hoisie:  Metropole und Provinzen in Altösterreich (1880–1918), Iasi-Wien, 1996.
- Mit Thomas Angerer: „Ein Frühling, dem kein Sommer folgte“? Französisch-österreichische Kulturtransfers nach 1945, Wien, 1999.
- Mit Gerhard Kofler, Johann Strutz: Kulturelle Nachbarschaft. Zur Konjunktur eines Begriffs, Klagenfurt, 2002.
- Mit Moritz Csáky, Monika Sommer:  Transnationale Gedächtnisorte in Zentraleuropa, Innsbruck, 2002.
- Mit Anne-Marie Corbin,  Wolfgang Müller-Funk: Der Wille zur Hoffnung. Manès Sperber – Ein Intellektueller im europäischen Kontext, Wien, 2013.

### Weitere Hauptpublikationen
- Malwida von Meysenbug. Une Européenne du XIXe siècle, Paris, Bartillat, 2005.
- L’Allemagne au temps du réalisme. De l’espoir au désenchantement  (1848–1890), Paris, Albin Michel, 2008.
- Fritz Mauthner. Scepticisme linguistique et modernité. Une biographie intellectuelle, Paris, Bartillat, 2012.
- Les juifs viennois à la Belle Époque (1867–1914), Paris, Albin Michel, 2013, ISBN 2-226-24209-0
- La Censure à l'oeuvre. Freud, Kraus, Schnitzler, Paris, Hermann, 2015 (ISBN 978-2-7056-9039-7).
- Karl Kraus. Phare et brûlot de la modernité viennoise, Paris, Le Seuil, 2018 (ISBN 978-2-02-114197-9).